# Daniel Mestrum
Daniel Mestrum (* 14. September 1993 in Köln) ist ein deutscher Handballspieler. Er ist 1,89 Meter groß.

## Karriere
Der auf Linksaußen spielende Rechtshänder begann sehr früh in der Jugend mit dem Handball beim Longericher SC. Von dort aus wechselte er 2009 zum Bundesligaverein TSV Dormagen und wurde 2010 Mittelrheinmeister. Im gleichen Jahr belegte er beim Länderpokal mit der HVM-Auswahl Platz drei und wurde als bester Linksaußen des Turniers ins All-Star Team gewählt. 2011 unterschrieb er seinen ersten Profivertrag beim DHC Rheinland. Mit dem DHC Rheinland lief er in der 2. Bundesliga auf. Ab der Saison 2012/13 stand er beim TV Korschenbroich unter Vertrag, den er nach der Saison 2013/14 verließ, um sich dem TuS Ferndorf anzuschließen. Mit dem TuS Ferndorf erzielte er in der Saison 2014/15 den ersten Platz und stieg in die 2. Bundesliga auf. Daniel Mestrum war dabei mit 113 Toren, bester Feldtorschütze seiner Mannschaft. In der Saison 2016/17 besaß er ein Zweitspielrecht für den Bundesligisten VfL Gummersbach. Im Sommer 2017 wechselte er zum VfL Eintracht Hagen.

## Berufliches
2017 gründete Mestrum ein Start-Up-Unternehmen, das drehbare und mobile 360-Grad-TV-Halterungen in hochwertiger Designer-Optik anbietet. Im September 2017 ging sein Online-Shop md-livingdesign.de online.

## Erfolge und Auszeichnungen
- All-Star Team Länderpokal 2010 Berlin
- Aufstieg 2. Bundesliga 2014/15, 2020/21
- All-Star Team 3. Liga West 2014/15